# Lucie Mannheim
Lucie Mannheim, née le 30 avril 1899 à Berlin et morte à Braunlage (Allemagne) le 18 juillet 1976, est une actrice allemande. Elle commence par s'imposer dans le cinéma allemand. Elle incarne notamment l'un des principaux rôle dans Le Trésor de Georg Wilhelm Pabst, en 1923.
La montée du nazisme la contraint à fuir son pays. C'est alors qu'Alfred Hitchcock lui propose le rôle d'Annabella Smith dans  Les 39 Marches.

## Filmographie partielle
- 1923 : Le Trésor (Der Schatz) de Georg Wilhelm Pabst
- 1923 : L'Expulsion (Die Austreibung) de Friedrich Wilhelm Murnau
- 1935 : Les 39 Marches (The 39 Steps) d'Alfred Hitchcock - Annabella Smith
- 1952 : L'Homme qui regardait passer les trains (The man who watched the trains go by) d'Harold French
- 1957 :  Fille interdite
- 1965 : Bunny Lake a disparu (Bunny Lake is missing) d'Otto Preminger - La cuisinière